# محمد ظل الرحمن
محمد ظل الرحمن (1929 - 2013) رئيس جمهورية بنغلاديش الخامس عشر في الفترة بين فبراير 2009 - وفاته في مارس 2013. بدأ حياته متدربا على المحاماة فيما بدأ مسيرته السياسية في أوائل خمسينيات القرن الماضي عندما كان طالباً في جامعة دكا. وقد شغل عددا من المواقع في حزب رابطة عوامي في عدة وظائف ، وقاد الحزب بعد اغتيال مجيب الرحمن في عام 1975 . وكان وزيرا رئيسيا خلال فترة شغل شيخة حسينة واجد رئاسة الوزراء من 1996 - 2001 .

## النشأة والتعليم
ولد محمد ظل الرحمن في التاسع من شهر مارس / آذار في عام 1929 م في منطقة كيشوريقانج - بنغلاديش في منزل أهل أمه. كان أبوه محامياً.
في عام 1945 م، تخرج محمد ظل الرحمن من الثانوية العامة وفي عام 1954 م حصل على شهادة الماجستير مع مرتبة الشرف في التاريخ من جامعة دكا.
تزوج محمد ظل الرحمن من زميلة له في رابطة عوامي تدعى إيفي رحمن وهي أمينة شؤون المرأة في الرابطة. قتلت إيفي في عام 2004 م في دكا بسبب قنبلة.

## حياته السياسية
انضم رحمن إلى المسيرات التي نظمتها حركة اللغة البنغالية في عام 1952 م. فيما بعد وكعضو في رابطة عوامي، انتخب كعضو في البرلمان في
الانتخابات الوطنية الباكستانية لعام 1970 م. خلال حرب تحرير بنغلاديش، شارك رحمن بفعالية في الحكومة في المنفى والتي كانت تدير الحرب.
بعد انقضاء الحرب، أصبح رحمن الأمين العام لرابطة عوامي في عام 1972 م. انتخب أيضاً عضواً في البرلمان في الانتخابات التشريعية لعام 1973م.
بعد اغتيال شيخ مجيب الرحمن، ألقى الجيش القبض على محمد ظل الرحمن وقضى 4 سنوات في السجن. بعد ذلك، خدم محمد ظل الرحمن
كوزير في الحكومة التي شكلتها رابطة عوامي بين 1996 م - 2001 م.

## المرض والوفاة
توفي محمد ظل الرحمن في 20 مارس 2013 في مستشفى في سنغافورة عن عمر 84 عاماً.